# (12871) Samarasinha
(12871) Samarasinha (1998 ML37) – planetoida z pasa głównego asteroid okrążająca Słońce w ciągu 3,42 lat w średniej odległości 2,27 j.a. Odkryta 24 czerwca 1998 roku.